# Hydrozetes tridactylus
Hydrozetes tridactylus är en kvalsterart som beskrevs av Abdel-Hamid 1964. Hydrozetes tridactylus ingår i släktet Hydrozetes och familjen Hydrozetidae. Inga underarter finns listade i Catalogue of Life.